# Iconóstase

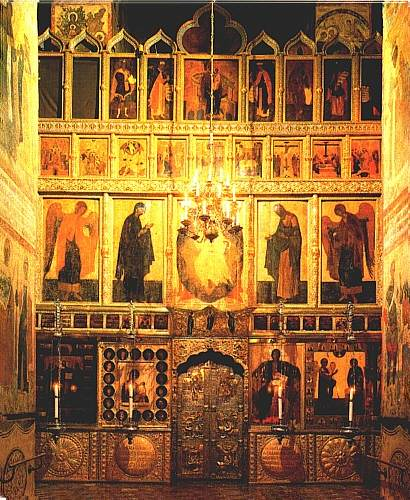
Iconostásio com cinco painéis de deesis (centro), iconostásio na Catedral da Anunciação no Kremlin de Moscou, por Teófanes, o grego, 1405 Catedral da Anunciação Moscou

Iconóstase ou iconostásio (do grego antigo tardio εικονοστάσιον, transl. eikonostásion, pelo grego medieval εικονὀστασις, transl. eikonóstasis ), nas igrejas  cristãs do Oriente, é uma divisória ou biombo, encimado por uma arquitrave, que separa a nave, onde ficam os fiéis, do santuário, reservado ao clero. Decorado com imagens pictóricas dos santos (ícones), sustenta, normalmente, uma fileira de estátuas na trave superior. É um desenvolvimento muito particular do altar sagrado, com elementos oriundos do judaísmo. característico da arquitetura religiosa oriental.